# Карри (округ, Орегон)
Карри (англ. Curry County) — округ в штате Орегон, США. Официально образован 18 декабря 1855 года. По состоянию на 2010 год, численность населения составляла 22 364 человека.

## География
По данным Бюро переписи США, общая площадь округа равняется 5151,515 км2, из которых 4213,934 км2 суша и 934,991 км2 или 18,160 % это водоёмы.

## Население
По данным переписи населения 2000 года, в округе проживает 21 137 жителей в составе 9543 домашних хозяйств и 6183 семей. Плотность населения составляет 5,00 человек на км2. На территории округа насчитывается 11 406 жилых строений, при плотности застройки около 3,00-х строений на км2. Расовый состав населения: белые — 92,89 %, афроамериканцы — 0,15 %, коренные американцы (индейцы) — 2,14 %, азиаты — 0,70 %, гавайцы — 0,11 %, представители других рас — 1,11 %, представители двух или более рас — 2,90 %. Испаноязычные составляли 3,60 % населения независимо от расы.
В составе 20,90 % из общего числа домашних хозяйств проживают дети в возрасте до 18 лет, 54,50 % домашних хозяйств представляют собой супружеские пары проживающие вместе, 7,20 % домашних хозяйств представляют собой одиноких женщин без супруга, 35,20 % домашних хозяйств не имеют отношения к семьям, 29,70 % домашних хозяйств состоят из одного человека, 14,70 % домашних хозяйств состоят из престарелых (65 лет и старше), проживающих в одиночестве. Средний размер домашнего хозяйства составляет 2,19 человека, и средний размер семьи 2,66 человека.
Возрастной состав округа: 19,20 % моложе 18 лет, 4,80 % от 18 до 24, 20,00 % от 25 до 44, 29,40 % от 45 до 64 и 29,40 % от 65 и старше. Средний возраст жителя округа 49 лет. На каждые 100 женщин приходится 96,60 мужчин. На каждые 100 женщин старше 18 лет приходится 94,80 мужчин.
Средний доход на домохозяйство в округе составлял 30 117 USD, на семью — 35 627 USD. Среднестатистический заработок мужчины был 31 772 USD против 22 416 USD для женщины. Доход на душу населения составлял 18 138 USD. Около 9,70 % семей и 12,20 % общего населения находились ниже черты бедности, в том числе — 13,60 % молодежи (тех, кому ещё не исполнилось 18 лет) и 10,60 % тех, кому было уже больше 65 лет.